# Cantó de Louhans
El cantó de Louhans és un cantó francès del departament de Saona i Loira, situat al districte de Louhans. Té 9 municipis i el cap és Louhans.

## Municipis
- Branges
- Bruailles
- La Chapelle-Naude
- Louhans
- Montagny-près-Louhans
- Ratte
- Saint-Usuge
- Sornay
- Vincelles

## Història
| Data d'elecció                           | Identitat             | Partit          | Qualitat |
| ---------------------------------------- | --------------------- | --------------- | -------- |
| 1945-1958                                | Henri Varlot          | GD-RGR          |          |
| 1958-1970                                | Xavier Perrier-Michon | Independent     |          |
| 1970-1971                                | Jean Vial             | SFIO            |          |
| 1971-1976                                | Maurice Mazuy         | UDR             |          |
| 1976-1988                                | Georges Morey         | CD, després UDF |          |
| 1988-2001                                | Paul Grandjean        | PS              |          |
| 2001-                                    | Rémi Chaintron        | PS              |          |
| les dades anteriors no són pas conegudes |                       |                 |          |
|                                          |                       |                 |          |

## Demografia
| A partir de 1990: Població sense dobles comptes |